# L'età ingrata
L'età ingrata è un romanzo dello scrittore statunitense Henry James, pubblicato inizialmente a puntate sulla rivista "Harper's Weekly" nel 1898-99 e subito dopo in volume. Concepito originariamente come un racconto breve, la storia mette in luce le complicazioni create nell'ambiente sociale familiare da parte di una ragazza al compimento della maggiore età; nella sua forma ampliata tratta del senso generale di decadenza e corruzione intima della vita inglese fin de siècle.
Come temi e impostazione la storia è parallela al precedente Ciò che sapeva Maisie, con le due protagoniste come versione solo leggermente diversa per età l'una dell'altra.

## Trama
Mr. e Mrs. Brookenham ospitano nel loro salotto una cerchia di persone tanto socialmente elevate quanto moralmente corrotte e decadenti; essi hanno due figli, il dolce ma buono a nulla Harold e la bella diciottenne Nanda. All'anziano Mr. Longdon capita di frequentare una di queste riunioni e rimane stupito di quanto la giovane Nanda somigli alla nonna, l'amore di gioventù dell'uomo che però alla fine sposò un altro.
Vanderbank, un giovane funzionario perennemente squattrinato, ammira in parti uguali sia Mrs. Brookenham che la figlia; la madre di Nanda pare intenzionata ad accogliere le profferte amorose di Vanderbank, ma lui finisce col dirigere sempre più tutta l'attenzione verso la ragazza. Longdon arriva a promettergli una dote se riesce a sposare Nanda.
La madre sta invece cercando in tutti i modi di far maritare Nanda con Mitchi, un membro moto ricco ma piuttosto ingenuo della sua cerchia sociale. Nanda però esorta Mitchi a prendersi Aggie, nipote di una delle conoscenze della madre, la "duchessa"; egli accetta di seguirne il consiglio. Vanderbank intanto continua ad esitare incerto se proporsi a Nanda.
Alla fine la ragazza, che tanto ricorda nell'aspetto l'antica innamorata, rimane nel cottage di Longdon come una specie di figlia surrogata.

## Edizioni
- trad. Silvana Colognesi, in Romanzi, a cura di Agostino Lombardo, vol. III, Sansoni, Firenze, 1967, 1991
- (EN) Henry James, Awkward Age, New York and London, Harper & Brothers, 1899. URL consultato il 18 aprile 2015.